# Taizo Kawamoto
Taizo Kawamoto (17. januar 1914 - 20. september 1985) var en japansk fodboldspiller.

## Japans fodboldlandshold
| Japans landshold | Japans landshold | Japans landshold |
| År               | Kmp              | Mål              |
| ---------------- | ---------------- | ---------------- |
| 1934             | 3                | 2                |
| 1935             | 0                | 0                |
| 1936             | 2                | 1                |
| 1937             | 0                | 0                |
| 1938             | 0                | 0                |
| 1939             | 0                | 0                |
| 1940             | 1                | 1                |
| 1941             | 0                | 0                |
| 1942             | 0                | 0                |
| 1943             | 0                | 0                |
| 1944             | 0                | 0                |
| 1945             | 0                | 0                |
| 1946             | 0                | 0                |
| 1947             | 0                | 0                |
| 1948             | 0                | 0                |
| 1949             | 0                | 0                |
| 1950             | 0                | 0                |
| 1951             | 0                | 0                |
| 1952             | 0                | 0                |
| 1953             | 0                | 0                |
| 1954             | 3                | 0                |
| Total            | 9                | 4                |